# Rüdiger Wenzel
Rüdiger „Sonny“ Wenzel (* 3. Juni 1953 in Lübeck) ist ein ehemaliger deutscher Fußballspieler, der es in der Fußball-Bundesliga in den Jahren 1975 bis 1990 auf 300 Einsätze mit 91 Toren gebracht hat.

## Laufbahn

### Anfang im Norden, bis 1975
Der Vater des gebürtigen Lübeckers, Karl Wenzel, hatte von 1947 bis 1950 in der Fußball-Oberliga Nord in 70 Ligaspielen 31 Tore erzielt. Wenzel kam direkt aus der A-Jugend in der Saison 1971/72 in die Vertragsspielermannschaft der Grün-Weißen vom Stadion an der Lohmühle des in der Regionalliga Nord spielenden VfB Lübeck. Trainer Kurt Krause führte das Offensivtalent an der Seite von Siegfried Bronnert und Hans-Jürgen Wittfoht gezielt an die Belastung der damaligen Zweitklassigkeit heran. Bereits am zweiten Spieltag debütierte der 18-jährige Angreifer beim 1:0-Heimerfolg gegen Polizei Bremen in der Ligamannschaft von „Jockel“ Krause. Beim 2:2-Unentschieden am 12. September in Itzehoe trug er sich erstmals in die Torschützenliste ein, er erzielte beide Treffer für den VfB. Das erste Derby gegen den Stadtrivalen von Phönix – mit Trainer Emil Izsó und Torhüter Gert Girschkowski – erlebte die Stürmerhoffnung am 17. Oktober 1971 beim knappen 1:0-Heimerfolg. Der VfB Lübeck belegte in den zwei ersten Jahren von Rüdiger Wenzel im Vertragsfußball jeweils den sechsten Rang in der Regionalliga Nord. Im letzten Jahr der Liga, 1973/74, landete der VfB auf dem 16. Rang und „Sonny“ nahm das Angebot von St. Pauli an und wechselte zur Runde 1974/75 für 19.000 DM nach Hamburg in die 2. Fußball-Bundesliga. Zwischenzeitlich arbeitete Trainer Krause am Millerntor und forcierte maßgeblich die Personalie Rüdiger Wenzel. Krause lag richtig, Wenzel absolvierte 37 Punktspiele und schoss auf Anhieb 24 Tore für St. Pauli. Damit rangierte er hinter Volker Graul und Gerd-Volker Schock auf dem dritten Rang der Torschützenliste in der 2. Bundesliga Gruppe Nord. Im Zusammenwirken mit Heino Hansen, Rolf Höfert, Horst Neumann, Reinhard Rietzke und Horst Wohlers brachte das St. Pauli mit einem Punkt Rückstand hinter Bayer Uerdingen auf den dritten Tabellenrang. Uerdingen setzte sich in den Relegationsspielen gegen den FK Pirmasens aus der Südgruppe durch und stieg in die Fußball-Bundesliga auf. Der DFB-Pokalverteidiger des Jahres 1975, Eintracht Frankfurt, verpflichtete für 440.000 DM zur Runde 1975/76 „Sonny“ Wenzel und damit kam er fünf Jahre nach seinem neun Jahre älteren Bruder Horst ebenfalls in die Bundesliga, wo dieser von 1970 bis 1972 für Arminia Bielefeld 40 Spiele absolviert hatte.

### Bundesliga im Süden und Westen, 1975 bis 1984
Im ersten Jahr bei Eintracht Frankfurt, Trainer Dietrich Weise hatte die sportliche Leitung der Mannen um Jürgen Grabowski, Bernd Hölzenbein und Bernd Nickel inne, kam „Sonny“ Wenzel 1975/76 auf 33 Einsätze und erzielte dabei dreizehn Tore. Im Europapokal der Pokalsieger war er in allen acht Begegnungen gegen FC Coleraine, Atlético Madrid, Sturm Graz und West Ham United für die Hessen auf dem Platz. Der Mann aus Lübeck und von St. Pauli lernte im täglichen Training durch die Qualität der Eintracht-Spieler und die zusätzlichen Anforderungen des Europapokals weiter hinzu und wurde am Ende der Runde 1976/77, im Juni 1977, bei einer Mittel- und Nordamerikareise dreimal vom DFB in die B-Nationalmannschaft berufen. Kontinuität auf dem Trainerposten erfuhr er bei der Eintracht nicht. Nach Weise folgten in vier Runden bis 1979 mit Hans-Dieter Roos, Gyula Lóránt, Dettmar Cramer, Otto Knefler und Friedel Rausch fünf weitere Übungsleiter. In der Serie 1976/77 – unter Trainer Lorant lernte er das Raumdeckungssystem kennen – stellte Wenzel mit 20 Treffern in der Bundesliga seinen persönlichen Rekord auf, womit er gemeinsam mit Horst Hrubesch und Benny Wendt den siebten Rang in der Torjägerliste belegte. Eine herausragende Leistung zeigte er am 29. Januar 1977, als er bei Frankfurts 4:0 gegen den 1. FC Köln alle Treffer erzielte und dabei zwischen der 68. und 76. Minute einen der schnellsten Hattricks der Bundesliga-Geschichte zustande brachte. In der Saison 1977/78 bestritt „Sonny“ Wenzel sein viertes und fünftes B-Länderspiel. Nach der Runde 1978/79 – Frankfurt kam auf dem fünften Rang ein – verabschiedete sich Rüdiger Wenzel mit 130 Spielen und 51 Toren in der Bundesliga, 18 DFB-Pokalspielen mit elf Treffern und 14 Europapokaleinsätzen mit vier Toren aus Frankfurt und wechselte in den Fußball-Westen zum DFB-Pokalsieger des Jahres 1979, zu Fortuna Düsseldorf.
Mit der Fortuna gewann er am 4. Juni 1980 in Gelsenkirchen mit 2:1 Toren gegen Köln den DFB-Pokal, wobei ihm in der 59. Spielminute der Treffer zum zwischenzeitlichen 1:1-Ausgleich glückte. Im Europapokal scheiterte er mit der Fortuna 1979/80 in der ersten Runde an Glasgow Rangers und 1980/81 war der zwischenzeitlich sich zum Allrounder entwickelte Spieler in allen sechs Begegnungen gegen Austria Salzburg, Thor Waterschei und Benfica Lissabon im Pokalsiegerwettbewerb dabei. Nach fünf Runden hatte Rüdiger Wenzel 143 Bundesligaspiele mit 36 Toren und 17 Pokalspiele mit 7 Toren für Düsseldorf bestritten. Trainer Willibert Kremer brachte Wenzel am 31. März 1984 letztmals in der Bundesliga bei der 0:2-Niederlage bei Bayer 04 Leverkusen zum Einsatz. „Sonny“ stand dabei mit Wolfgang Kleff, Manfred Bockenfeld, Rudi Bommer, Atli Eðvaldsson und Gerd Zewe in der Fortuna-Mannschaft. Auch in Düsseldorf hatte Wenzel in fünf Runden mit Hans-Dieter Tippenhauer, Otto Rehhagel, Heinz Höher, Jörg Berger und Kremer fünf Trainer mit ihren unterschiedlichen Anschauungen und Richtlinien erlebt. Zur Runde 1984/85 kehrte er zu St. Pauli zurück und spielte in der 2. Bundesliga. Zu dieser Rückkehr bewog ihn nicht zuletzt das „St.-Pauli-Flair“, worüber er sich 2002 im Buch von Rene Martens mit folgenden Worten äußert:

„Es hat mir schon in den Siebzigern imponiert, dass dir die Zuschauer eine Niederlage nicht krumm genommen haben, wenn du ihnen vorher harte Arbeit verkauft hast. Und dieser Kontakt zu den Fans, den es zumindest bis zum Ende meiner Zeit gab, kam meiner Art sehr entgegen.“

### Wieder bei St. Pauli, 1984 bis 1990
„Sonny“ spielte 1984/85 zusammen mit Dietmar Demuth, André Golke, Jürgen Gronau, Joachim Philipkowski und Stefan Studer für die Millerntorelf. Er bestritt 36 Spiele und erzielte zwölf Tore. Als Tabellensiebzehnter stieg St. Pauli in das Amateurlager ab. Die Mannschaft blieb zusammen, feierte die Meisterschaft, zu der Wenzel 23 Tore beisteuerte, und über die Aufstiegsrunde die sofortige Rückkehr in die 2. Fußball-Bundesliga. In der Sommerpause 1986 wurde Wenzel, der damals neben dem Fußball als selbständiger Kaufmann tätig war, ins Amt des Spielführers gewählt. Der Aufsteiger belegte 1986/87 den dritten Rang. Im zweiten Jahr nach der Rückkehr, 1987/88, bestritt der 34-jährige Wenzel 32 Spiele und steuerte 16 Treffer zur Vizemeisterschaft und dem direkten Aufstieg in die Fußball-Bundesliga bei. Insgesamt bestritt Rüdiger Wenzel in der 2. Bundesliga 137 Spiele mit 59 Toren. Nicht berücksichtigt sind dabei aber die drei Saisons in der Regionalliga Nord mit dem VfB Lübeck von 1971 bis 1974, welche auch die zweite Liga in der damaligen Klasseneinteilung darstellten. In der ersten Liga schnürte er noch zwei Runden mit 27 Spielen und vier Toren die Kickstiefel für das Team von Trainer Helmut Schulte. Er hatte dabei auch einen schweren Beinbruch zu verkraften und bestritt 1988/89 erst am 15. Spieltag das erste Spiel für den Aufsteiger. Dabei wurde er am 19. November 1988 in der 64. Spielminute eingewechselt und erzielte in 75. Minute den Siegtreffer zum 2:1 gegen Waldhof Mannheim. Sein letzter Bundesligaeinsatz resultiert aus der Begegnung vom 20. April 1990 bei Bayer Uerdingen, als er in der 71. Minute für Ivo Knoflíček bei der 0:1-Niederlage eingewechselt wurde. Für St. Pauli kam er zwischen 1985 und 1989 auch zu sieben Einsätzen im DFB-Pokal, in denen er drei Tore schoss.

## Neben dem Platz
„Sonny“ Wenzels Treffer zur 1:0-Führung am 23. März 1989 beim Heimspiel gegen den Hamburger SV in der zweiten Spielminute wurde zum Tor des Monats gewählt. Nach der Runde 1989/90 beendete er mit 37 Jahren seine Laufbahn, zog nach Schleswig-Holstein und widmete sich einem Schreibwarenhandel in Bad Segeberg.